# Ewald Degen
Ewald Degen (* 29. Dezember 1899 in Berlin; † 18. Mai 1983 in Ost-Berlin) war ein deutscher kommunistischer Gewerkschaftsfunktionär und Widerstandskämpfer gegen das NS-Regime.

## Leben
Nach dem Besuch der Volksschule absolvierte Degen eine Formerlehre. Zudem qualifizierte er sich dreieinhalb Jahre lang auf einer Fachschule für Maschinenbau weiter. Bereits als Lehrling trat Degen der Sozialistischen Arbeiterjugend (SAJ) bei. Nach der Lehrzeit wurde er Mitglied im Deutschen Metallarbeiter-Verband (DMV).
Degen nahm am Ersten Weltkrieg teil. Nachdem er 1918 in britische Kriegsgefangenschaft geraten war, kam er erst Ende 1919 nach Berlin zurück. Im Berliner DMV übernahm er nun einige Funktionen auf betrieblicher Ebene, unter anderem als Vertrauensmann. Mitte der 1920er-Jahre wurde er Berliner DMV-Generalversammlungsdelegierter und leitendes Mitglied der Berliner Branchenleitung der DMV-Eisenformer, in der zahlreiche kommunistisch orientierte Arbeiter organisiert waren.
Im Jahr 1924 trat Degen in die KPD ein, in der er Funktionen auf lokaler Ebene übernahm. Ab 1928/29 war er Mitglied der Revolutionären Gewerkschafts-Opposition (RGO). Im Siemens-Konzern ließ sich Degen als Betriebsratskandidat für die RGO-Liste aufstellen. Anschließend wurde er aus politischen Gründen entlassen. 
Nach der Gründung des Einheitsverbandes der Metallarbeiter Berlins (EVMB) Anfang November 1930 wurde er Mitarbeiter in der Verwaltung des Verbandes, für den er auch andere Funktionen im Berliner Stadtteil Prenzlauer Berg übernahm.
Nach der Machtübernahme der Nationalsozialisten war Degen aktiv an illegalen Wiederaufbau des EVMB beteiligt. Bereits im Dezember 1933 wurden zahlreiche EVMB-Mitglieder verhaftet. Degen entging den Repressalien. Mit Max Gohl übernahm Degen bis April/Mai 1934 die neue Leitung des illegalen Verbandes. Mit der KPD-Führung gerieten Degen und Gohl deshalb in Konflikt, da die Partei 1934 für eine konsequente Auflösung des als sektiererisch angesehenen Verbandes eintrat. Schließlich grenzte sich der EVMB konsequent von Sozialdemokraten ab und sah weiterhin sowohl die SPD als auch die NSDAP als Hauptgegner. Degen, Max Gohl und Ernst Albert Altenkirch, der als späterer Leiter des illegalen EVMB fungierte, ließen sich von den Direktiven und Aufforderungen der KPD-Führung nicht beeindrucken und betrieben weiterhin eine eigenständige Verbandspolitik, die sich von der Parteipolitik abgrenzte.
Degen wurde mit Max Gohl und dessen Begleiterin Marie Juhre am 23. März 1935 in Berlin-Friedrichshain beim Austausch illegaler Schriften des EVMB in der Landsberger Allee verhaftet. Das Berliner Kammergericht verurteilte Degen am 24. Juli 1935 wegen „Vorbereitung zum Hochverrat“ zu einer Zuchthausstrafe in Höhe von sechs Jahren. Degen war im Anschluss im Zuchthaus Luckau, später im Emslandlager und in Vechta inhaftiert. 
Nach dem Ende der Haftzeit überführte die Gestapo Degen in das KZ Sachsenhausen. Hier war er bis Ende 1944 inhaftiert. Degen wurde zur Bewährung in die Strafdivision Dirlewanger entlassen. Mitte Dezember 1944 lief Degen zur Roten Armee über. Er kam danach in Kriegsgefangenschaft. 
Ende November 1945 kehrte Degen nach Berlin zurück. Er engagierte sich in der Gewerkschaftsbewegung in Ost-Berlin. Er wurde Mitglied der SED und war über Jahre hinweg Bezirksverordneter in Berlin-Prenzlauer Berg. 
Degen wurde auf dem Zentralfriedhof Friedrichsfelde beigesetzt.